# Fordongianus
Fordongianus é uma comuna italiana da região da Sardenha, província de Oristano, com cerca de 1.057 habitantes. Estende-se por uma área de 39 km², tendo uma densidade populacional de 27 hab/km². Faz fronteira com Allai, Busachi, Ghilarza, Ollastra, Paulilatino, Siapiccia, Villanova Truschedu.